# Rhopalomeces caesius
Rhopalomeces caesius là một loài bọ cánh cứng trong họ Cerambycidae.